# 류코카
류코카(일본어: 流行歌)는 일본 음악의 한 장르이다. "유행가"를 뜻한다. 구체적으로는 1920년대 후반~1960년대 초반 일본의 대중 음악을 일컫는다.

## 같이 보기
- J-pop
- 엔카
- 트로트
- 타이완 팝 음악